# Medvece (Lipljan)
Pour l’article homonyme, voir Medvece (Prizren).
Medvec en albanais et Medvece en serbe latin (en serbe cyrillique : Медвеце) est une localité du Kosovo située dans la commune/municipalité de Lipjan/Lipljan, district de Pristina (Kosovo) ou district de Kosovo (Serbie). Selon le recensement kosovar de 2011, elle compte 1 178 habitants.

## Démographie

### Évolution historique de la population dans la localité
| 1948 | 1953 | 1961 | 1971 | 1981 | 1991  | 2011  |
| ---- | ---- | ---- | ---- | ---- | ----- | ----- |
| 292  | 387  | 531  | 725  | 984  | 1 078 | 1 178 |

|  |

### Répartition de la population par nationalités (2011)
En 2011, les Albanais représentaient 62,05 % de la population et les Ashkalis 37,27 %.